# Holthone
Holthone is een buurtschap in de gemeente Hardenberg.
In de Atlas Novus van rond 1600 komt Holt Hoen voor op de weg tussen Hardenberg en Coevorden alwaar een rivier/beek overgestoken moest worden. Deze waterloop had haar oorsprong in de Echter groote veenen.
Waarschijnlijk heeft ter plaatse een versterkt huis gestaan dat wellicht als tolhuis heeft gediend, daar ten noorden van Holt Hoen ook de grensovergang tussen Overijssel en Drenthe lag.
In deze buurtschap ligt ook het landgoed De Groote Scheere met het landhuis Ter Scheer, eens de woning van de burgemeester van Gramsbergen, Baron Samuel Willem Alexander van Voerst van Lynden, die in de Tweede Wereldoorlog is omgekomen.